# Les Documents interdits
Les Documents interdits est une série de 13 courts métrages réalisée par Jean-Teddy Filippe à la fin des années 1980 sur Arte (d'abord de manière épisodique, puis lors d'une soirée dédiée en 1989).
Ils prennent la forme de faux documents d'archives issus de diverses sources et époques, témoignant d'une situation impliquant un phénomène inexpliqué ou paranormal (enlèvement extraterrestre, sorcière, fantômes, disparitions, pouvoirs de télékinésie ou encore doppelgängers). Une voix off réalise un commentaire des images et la traduction des propos rapportés.
Ces courts, qui s'inscrivent dans le genre du mockumentaire, sont précurseurs de ce que l'on appelle aujourd'hui communément le found footage.
Un épisode supplémentaire, nommé L'Examen, est réalisé à l'occasion des 20 ans de la chaîne Arte, en 2010.

## Résumé
Ces 13 documents ont été écrits et réalisés par Jean-Teddy Filippe.
- Directeur de la photographie : François About
- Distribuée par MBA Films et ARTE France/La Sept.
- La diffusion d'un pilote a été faite sur Antenne 2, avant qu'une nouvelle série soit produite par ARTE France/La Sept, l'INA et MBA FILMS

## Liste des épisodes
1. Le Naufragé (7 min). Le journal de bord du seul rescapé du naufrage du Véga, témoin d’un phénomène surnaturel.
2. L’Enfant (6 min 55 s). L’étrange vie de Peter, vue à travers les documents filmés par son père.
3. Les Fantômes (8 min 33 s). Jusqu’au territoire de « Ceux que l’on ne nomme pas ».
4. Les Plongeurs (4 min 23 s). Une indiscrétion d’ambassade lève le voile sur une terrifiante réalité.
5. Le Pique-nique (5 min). Le seul film amateur sur l’évènement de Roaxaca Zone.
6. L’Extra-terrestre (6 min 11 s). Le secret sur l’échange de Takohamo.
7. Le Cas Ferguson (13 min 22 s). La dernière nuit d’une des équipes du « At Once ».
8. Le Soldat (3 min 59 s). Sicile, un jour de juillet 1943.
9. Les Crown filment les Young (9 min 43 s). Une longue vie d’archives… le quartier, le voisin, son meurtre…
10. Le Fou du carrefour (8 min 25 s). Le document que Tibor Nagy filma, lors de son enlèvement par un vaisseau extra-terrestre.
11. La Sorcière (5 min). La reconstitution partielle d’un mystérieux évènement.
12. La Sibérie (9 min 28 s). À propos de quelques oubliés de la guerre froide.
13. L'Examen (19 min 3 s). La découverte de 110 bobines Super 8 ayant pour objet la surveillance d'une famille est-allemande. Cet épisode, postérieur aux 12 épisodes précédents, fut réalisé en 2010 à l'occasion des 20 ans de la chaîne Arte.

1. La Barque (Pilote)

## Commentaires
- Titres étrangers :
  - The Forbidden Files et Banned Reels en anglais,
  - Verbotene Aufnahmen en allemand, originellement nommés Untersagte Aufnahmen sur ARTE.
- J.T. Filippe a réalisé une publicité pour la Renault Espace qui parodie un de ses Documents interdits.

- Autre titre en français :
  - Les vidéos interdites.

- À la fin d'une soirée consacrée à la diffusion de l'ensemble des Documents interdits, l'écrivain et metteur en scène Jean-Claude Carrière apparaît et explique que cette série de "documents" est en réalité une fiction[1],[2].